# Polygala nematocaulis
Polygala nematocaulis är en jungfrulinsväxtart som beskrevs av Margaret Rutherford Bryan Levyns. Polygala nematocaulis ingår i släktet jungfrulinssläktet, och familjen jungfrulinsväxter. Inga underarter finns listade i Catalogue of Life.